# Tohoku Rakuten Golden Eagles
Tohoku Rakuten Golden Eagles (東北楽天ゴールデンイーグルス?) es un equipo de béisbol japonés con sede en Sendai que compite en la Liga del Pacífico, perteneciente a la Liga Japonesa de Béisbol Profesional (NPB). La entidad fue fundada en 2004 y es propiedad de la tienda en línea Rakuten. Disputa sus partidos como local en el Estadio de Béisbol de Miyagi.
La franquicia tiene como área de influencia a la región de Tōhoku, ubicada al norte de la isla Honshu. En toda su historia el equipo se proclamó campeón de la Serie de Japón una sola vez, en 2013.

## Historia
Los orígenes del Golden Eagles se remontan a 2004, después de que dos clubes de la Liga del Pacífico, Orix BlueWave y Kintetsu Buffaloes, se fusionaran para crear una nueva entidad, los Orix Buffaloes. Mientras los clubes de la NPB debatieron reestructurar el campeonato a once participantes para no cubrir la vacante, los jugadores se movilizaron ante el temor a perder sus empleos e incluso organizaron una huelga. Al final la NPB mantuvo el formato con dos ligas, abriendo una subasta para conceder la duodécima franquicia.
En octubre de 2004, la NPB llegó a un acuerdo con Rakuten para ocupar la vacante de la Liga del Pacífico. La nueva franquicia, «Tohoku Rakuten Golden Eagles», establecía su sede en Sendai, en la prefectura de Miyagi, con un mercado potencial orientado a la región de Tōhoku. Esta zona ya había contado tiempo atrás con otra franquicia profesional, los Lotte Orions, desde 1973 hasta 1977. El nuevo equipo no pudo acogerse a un draft de expansión, sino que tuvo que completar su plantilla con un draft especial de jugadores procedentes de Orix y Kintetsu que no tenían su contrato protegido.
Los Golden Eagles debutaron en la temporada 2005 y quedaron en último lugar. Su primera clasificación para la fase final por la Serie de Japón llegó en la edición de 2009, liderados por el lanzador Hisashi Iwakuma: tras haber sido subcampeones de la Liga del Pacífico, fueron derrotados por Hokkaido Nippon-Ham Fighters. Más allá de ese hecho, la franquicia se quedó fuera de las rondas finales en las siguientes campañas.
En 2013, nueve temporadas después de su debut, el equipo dirigido por Senichi Hoshino venció la Liga del Pacífico y llegó a la final de la Serie de Japón, donde se proclamó campeón frente a Yomiuri Giants en el séptimo juego. El lanzador Masahiro Tanaka fue premiado como jugador más valioso, mientras que Hoshino recibió la distinción al mejor entrenador. Después de que Tanaka fuese traspasado a los New York Yankees, los Golden Eagles tuvieron que reconstruir su plantilla y no alcanzaron una fase final hasta la edición de 2017.

## Infraestructura

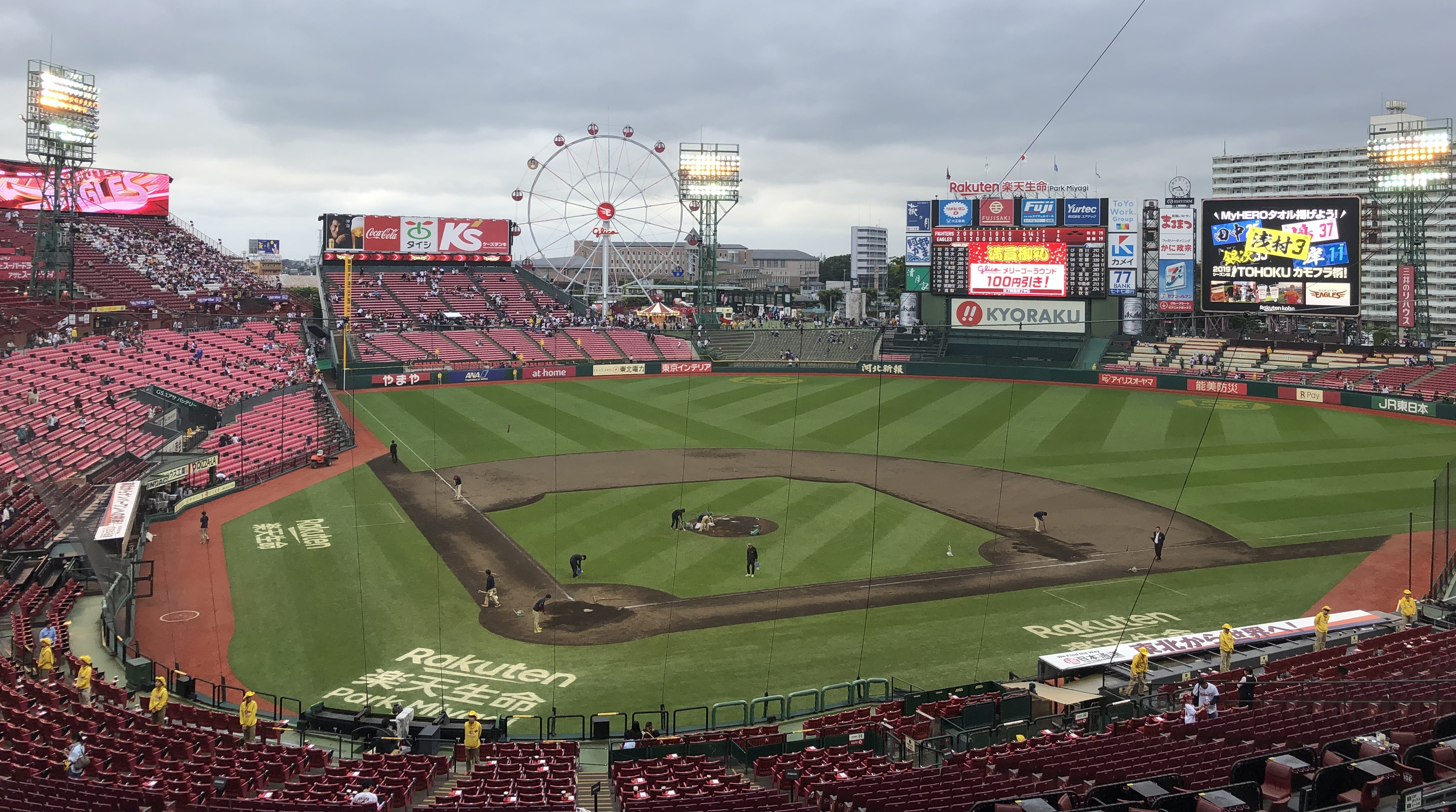
Interior del Estadio de Béisbol de Miyagi.

Tohoku Rakuten Golden Eagles disputa sus partidos como local en el Estadio de Béisbol de Miyagi, con aforo para 30.500 espectadores. Está ubicado en Sendai, en la prefectura de Miyagi, y fue inaugurado en 1950. Se trata del único campo de béisbol de la Liga del Pacífico con césped natural.
Después de que Rakuten obtuviera la franquicia de la NPB en 2004, los propietarios anunciaron una reforma integral del estadio que conllevó un aumento del aforo, nuevas gradas, el cambio de la fachada, la instalación de césped natural, y videomarcadores con pantalla led. En los alrededores se construyó un parque de atracciones, inspirado en el Petco Park de los San Diego Padres. Desde 2022, toda la instalación se mantiene con energía renovable.

## Dimensión sociocultural
El área de mercado de la franquicia es la región de Tōhoku, ubicada al norte de la isla Honshu. Con la excepción de un breve periodo en el que Lotte Orions jugó en Sendai desde 1973 hasta 1977, esta zona no contaba con una franquicia profesional porque la NPB consideraba que era un mercado menor. No obstante, en la década del 2000 la NPB cambió su estrategia para descentralizar el béisbol japonés y expandirlo por todo el país.
Los Golden Eagles utilizan como colores sociales el rojo carmesí, el dorado y el blanco. El carmesí es una referencia al color corporativo de Rakuten, propietario de la franquicia, mientras que el dorado representa al águila real dorada que les da nombre, un ave de la región de Tōhoku en peligro de extinción.

## Palmarés
| Competición           | Títulos | Subcampeonatos |
| --------------------- | ------- | -------------- |
| Serie de Japón (1)    | 2013.   |                |
| Liga del Pacífico (1) | 2013.   | 2009.          |

## Reconocimientos

### Números retirados
- 10  En homenaje a la afición
- 77  Senichi Hoshino

### Jugadores históricos
| - Hisashi Iwakuma (2005-2011) - Rick Short (2006-2009) - José Fernández (2006-2008) - Masahiro Tanaka (2007-2013; desde 2021) - Motohiro Shima (2007-2019) | - Kazuo Matsui (2011-2017) - Casey McGehee (2013) - Hideto Asamura (Desde 2019) - Ginji Akaminai (Desde 2006) |